# Atlante delle stragi naziste e fasciste in Italia
L'Atlante delle stragi naziste e fasciste in Italia è una banca dati composta e  corredata da materiale multimediale tra cui video, documenti iconografici, immagini, testimonianze e altre prove, correlati alle azioni di violenza con esito di morte che furono messi in atto da nazisti e fascisti ai danni del popolo italiano, nell'intervallo di tempo che va dal luglio 1943 al maggio 1945.
L'Atlante costituisce uno strumento di ricerca promosso dall'Istituto nazionale Ferruccio Parri e dall'Associazione Nazionale Partigiani d'Italia, nonché finanziato dal governo della Repubblica Federale di Germania.

## Banca dati dell'Atlante
La banca dati dell'Atlante è anche dotata da un sistema informativo georeferenziato e interattivo, dove sono state analizzate e archiviate tutte le stragi e i singoli omicidi di civili e partigiani uccisi al di fuori dello scontro armato, commessi da divisioni dell’esercito tedesco e dall'Esercito Nazionale Repubblicano dopo l’armistizio di Cassibile datato l’8 settembre 1943, a partire dai primi eccidi nel Sud Italia, fino alle stragi della ritirata attuate in Lombardia, Piemonte e Trentino-Alto Adige nei giorni successivi la liberazione.
La raccolta e lo studio su base cronologica e geografica di tutti gli episodi censiti, ha reso possibile la demarcazione di una cronistoria della guerra nazista in Italia, che mette in collegamento metodo, responsabili, date e luoghi delle violenze perpetrate contro gli inermi sul suolo nazionale.
L'atlante si è avvalso degli approfondimenti di vari gruppi di studio, composti da circa 130 collaboratori, che si sono occupati del tema, spesso con parametri di ricerca differenti, verificando e integrando con indagini in alcune aree geografiche carenti di studi preesistenti, come l’Abruzzo, il Lazio, la Lombardia, il Friuli-Venezia Giulia, il Molise e le Marche.

## Dati generali e grafici
L'Atlante ha consentito di censire, tramite la raccolta bibliografica, il lavoro di archivio e la consultazione di database già noti, 5.607 episodi di violenza, per un numero complessivo di 23.669 persone uccise e con una media di 4,2 per episodio. Di questi oltre la metà, pari a 2.877, sono costituiti da uccisioni di singole persone.
Inoltre l'Atlante ha permesso di configurare precisamente la tipologia delle vittime, il genere, le fasce di età, la matrice della strage o dell’uccisione singola, e la distribuzione nelle aree geografiche per regione. 

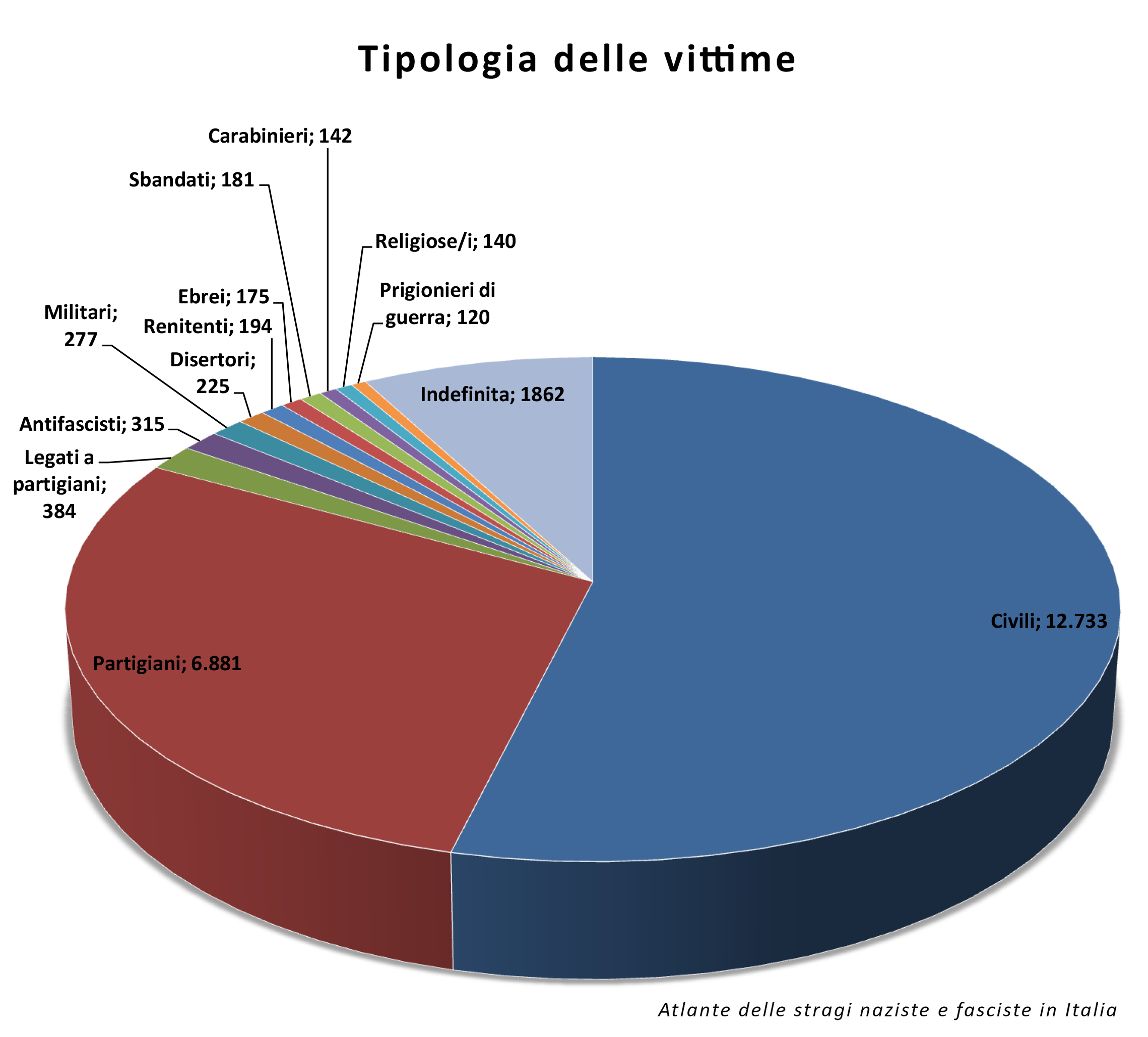
Tipologia delle vittime
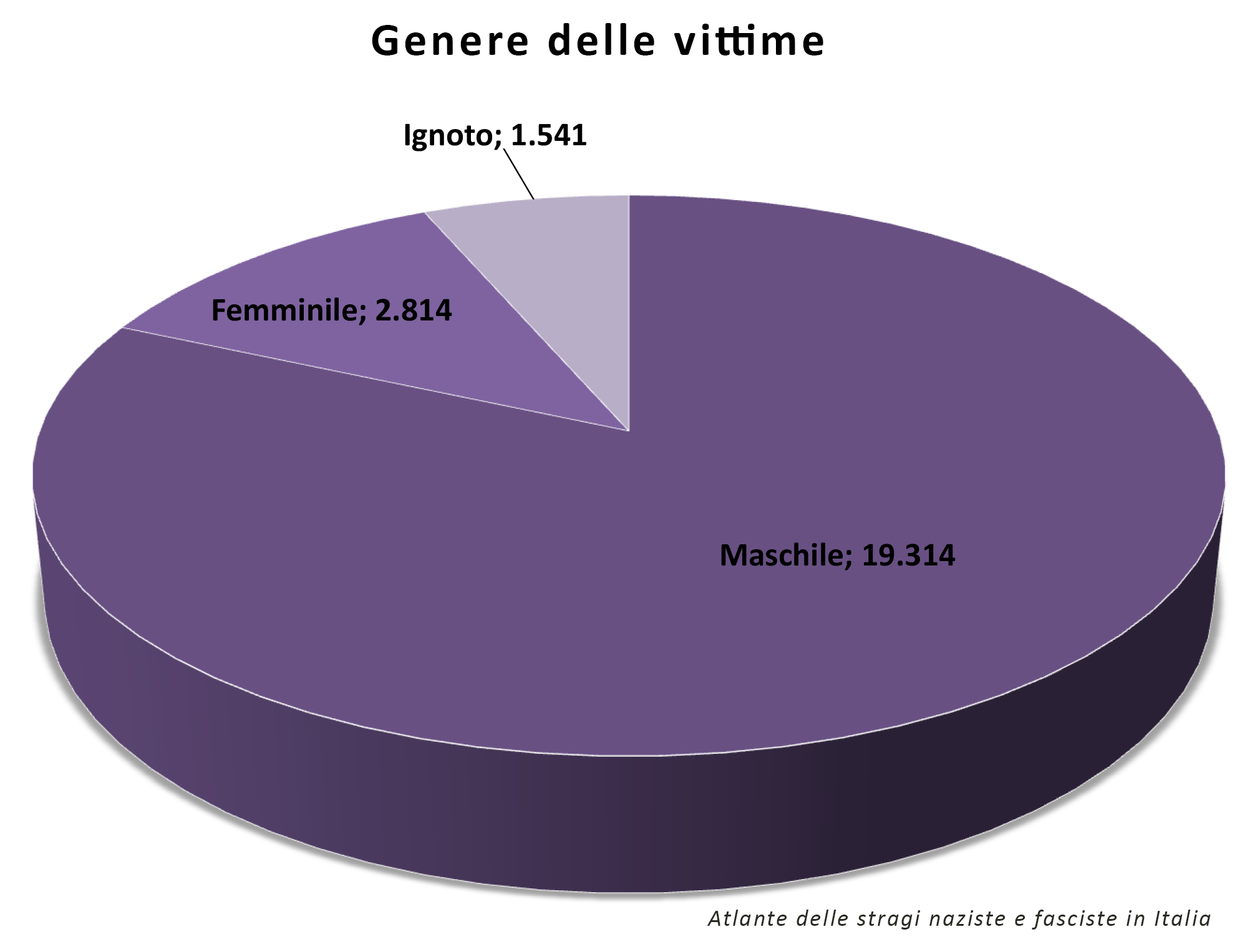
Genere delle vittime
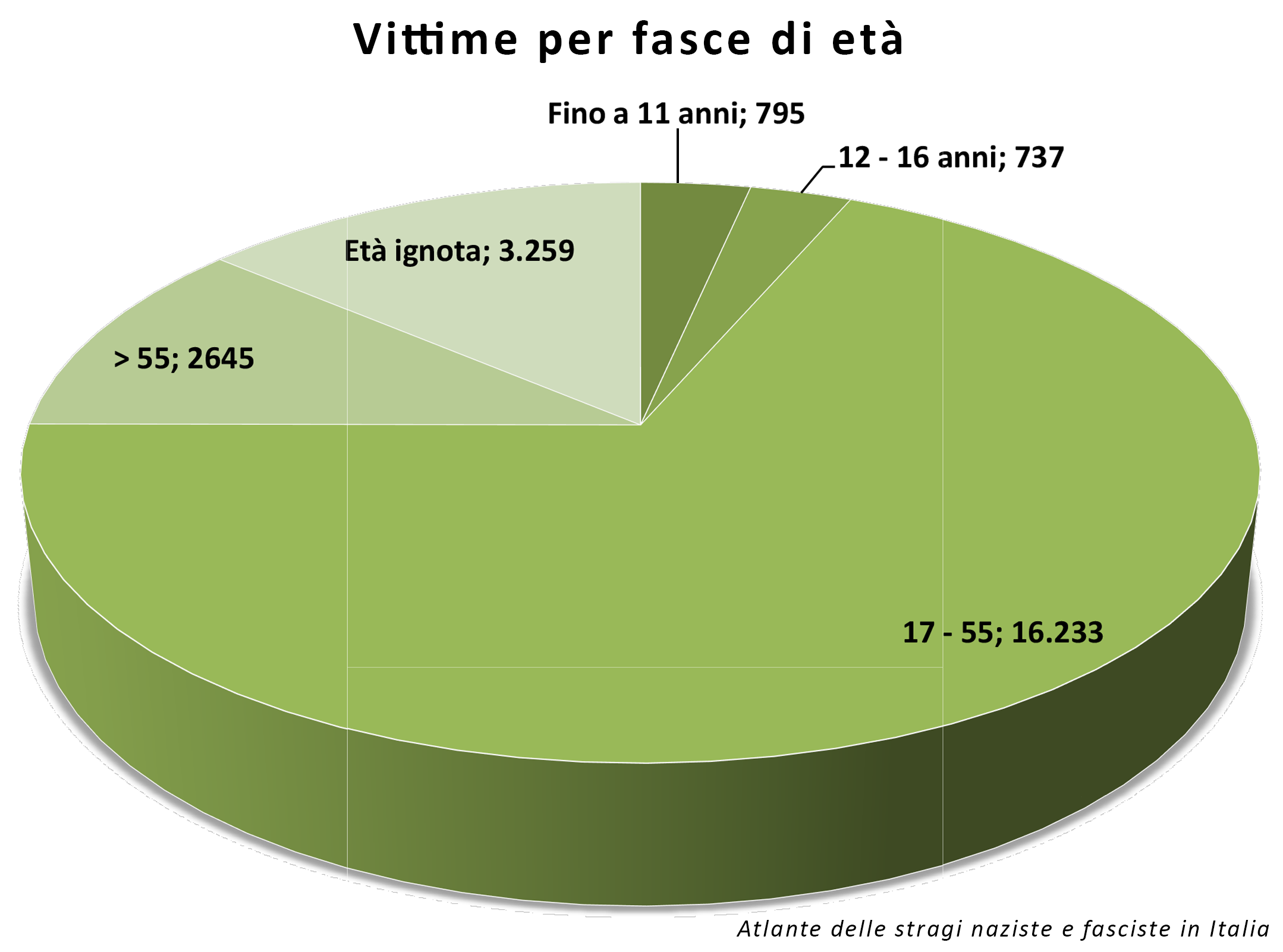
Fasce di età delle vittime
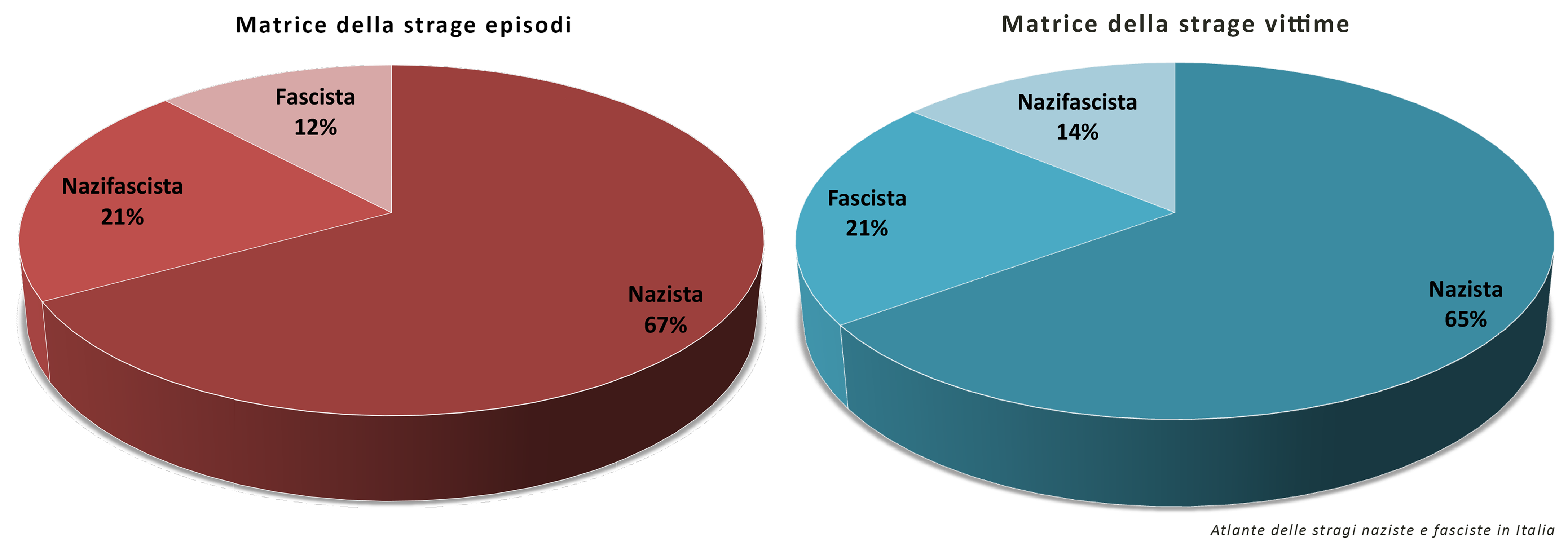
Matrice e vittime delle stragi

## Stragi con più vittime

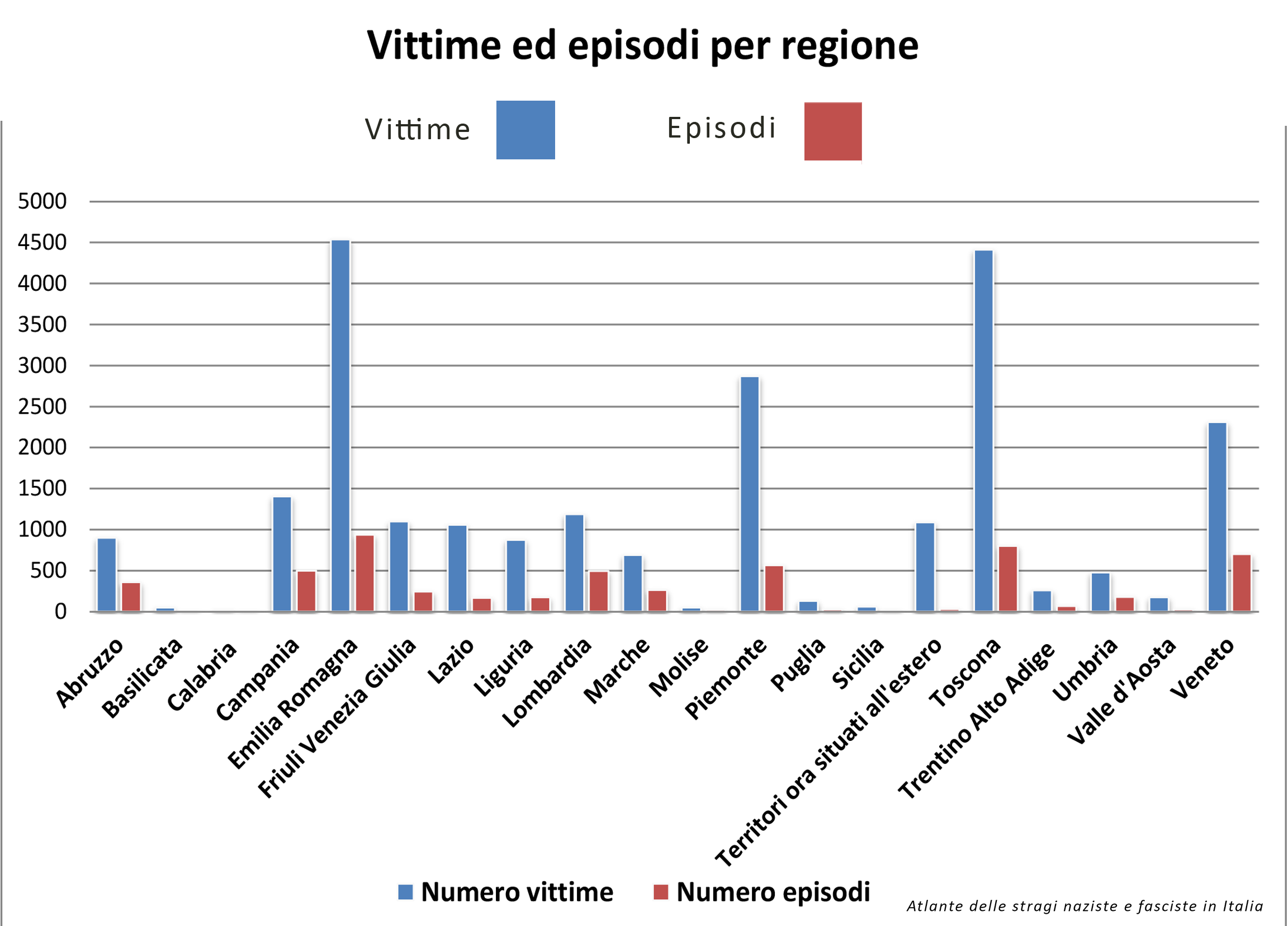
Episodi e vittime per regione

Nell'elenco che segue sono riportate le stragi nazifasciste con più di 100 morti censite nell'Atlante: 
| N  | Strage                                  | Data                        | Morti |
| -- | --------------------------------------- | --------------------------- | ----- |
| 1  | Strage di Marzabotto / Monte Sole       | 29 settembre-5 ottobre 1944 | 775   |
| 2  | Eccidio di Sant'Anna di Stazzema        | 12 agosto 1944              | 560   |
| 3  | Eccidio delle Fosse Ardeatine           | 24 marzo 1944               | 335   |
| 4  | Eccidio di Lippa di Elsane              | 30 aprile 1944              | 269   |
| 5  | Eccidio del Padule di Fucecchio         | 23 agosto 1944              | 174   |
| 6  | Strage di Cavriglia                     | 4 luglio 1944               | 173   |
| 7  | Eccidio di Vinca                        | 24 agosto 1944              | 162   |
| 8  | Eccidio di San Terenzo Monti            | 17-19 agosto 1944           | 159   |
| 9  | Eccidio di Pisino                       | 4 ottobre 1943              | 157   |
| 10 | Strage delle Fosse del Frigido          | 16 settembre 1944           | 149   |
| 11 | Eccidio di Civitella                    | 29 giugno 1944              | 146   |
| 12 | Eccidio di Castello di Godego           | 29 aprile 1945              | 135   |
| 13 | Strage di Monchio, Susano e Costrignano | 18 marzo 1944               | 130   |
| 14 | Eccidio di Pietransieri                 | 12 novembre 1943            | 125   |
| 15 | Strage di Monte di Nese                 | 13 aprile 1945              | 118   |
| 16 | Eccidio di Vallucciole                  | 13 aprile 1944              | 107   |

Stragi con più di 50 morti:
| N  | Strage                           | Data                    | Morti |
| -- | -------------------------------- | ----------------------- | ----- |
| 1  | Strage della Benedicta           | 6-7 aprile 1944         | 97    |
| 2  | Quattro giornate di Napoli       | 1º ottobre 1943         | 93    |
| 3  | Strage di Acerra                 | 1-3 ottobre 1943        | 84    |
| 4  | Eccidio del bivio di Tissano     | 11 settembre 1943       | 84    |
| 5  | Strage di Niccioleta             | 13-14 giugno 1944       | 77    |
| 6  | Strage di Monte di Nese          | 13 Aprile 1945          | 73    |
| 7  | Eccidio di Opicina               | 3 aprile 1944           | 71    |
| 8  | Eccidio di Birchinia             | 16-18 maggio 1944       | 70    |
| 9  | Strage di Grugliasco e Collegno  | 30 aprile 1945          | 67    |
| 10 | Eccidio di Cibeno                | 12 luglio 1944          | 67    |
| 11 | Eccidio delle Fosse del Natisone | dopo l'8 settembre 1943 | 66    |
| 12 | Eccidio di Ronchidoso            | 28-30 settembre 1944    | 66    |
| 13 | Eccidio di Tavolicci             | 22 luglio 1944          | 64    |
| 14 | Strage di San Polo               | 14 luglio 1944          | 63    |
| 15 | Strage di Pedescala              | 30 aprile-2 maggio 1945 | 63    |
| 16 | Eccidio di Bergiola Foscalina    | 16 settembre 1944       | 61    |
| 17 | Strage di Forno                  | 13 giugno 1944          | 60    |
| 18 | Strage del Turchino              | 19 maggio 1944          | 59    |
| 19 | Eccidio di Capolapiaggia         | 24 giugno 1944          | 59    |
| 20 | Eccidio di Civitella             | 29 giugno 1944          | 59    |
| 21 | Eccidio di Cresini               | 7 ottobre 1943          | 58    |
| 22 | Eccidio di Madonna dell'Albero   | 27 novembre 1944        | 56    |
| 23 | Eccidio di Guardistallo          | 29 giugno 1944          | 55    |
| 24 | Eccidio di Bellona               | 7 ottobre 1943          | 54    |
| 25 | Eccidi di San Ruffillo           | 10 febbraio 1945        | 53    |
| 26 | Eccidio di Giaveno               | 29 novembre 1944        | 52    |
| 27 | Strage di Cumiana                | 3 aprile 1944           | 51    |
| 28 | Eccidio di Massarosa             | 11 agosto 1944          | 51    |
| 29 | Eccidio di Avasinis              | 2 maggio 1945           | 51    |
| 30 | Eccidio di via Ghega             | 23 aprile 1944          | 51    |